# 솜사탕 성운
솜사탕 성운(영어: Cotton Candy Nebula)은 전갈자리에 위치한 원시 행성상 성운으로, 중심에 G2형의 백색 왜성이 있다. 허블 우주 망원경이 이 성운을 촬영하였다.